# Richard Travers
Richard Travers (15 de abril de 1885 – 20 de abril de 1935) fue un actor cinematográfico canadiense, activo en la época del cine mudo.
Nacido en Hudson Bay Trading Post, Territorios del Noroeste, su verdadero nombre era Richard Campbell Tibb. A lo largo de su carrera actuó en más de ciento cuarenta producciones cinematográficas, estrenadas entre 1912 y 1930.
Falleció en 1935 en San Pedro, California, a causa de una neumonía.

## Filmografía

### Actor
- 1914 : Through Eyes of Love
- 1912 : The Bogus Napoleon
- 1912 : The Old Chess Players
- 1912 : The Stroke Oar
- 1913 : Making a Baseball Bug
- 1913 : The Supreme Sacrifice
- 1913 : Heroes One and All
- 1913 : For His Child's Sake
- 1913 : Diamond Cut Diamond
- 1913 : Through Many Trials
- 1913 : Clarence at the Theater
- 1913 : Violet Dare, Detective
- 1913 : Tapped Wires
- 1913 : Homespun
- 1913 : The World Above
- 1913 : Broken Threads United
- 1913 : While the Starlight Travels
- 1913 : Grist to the Mill
- 1913 : In Convict Garb
- 1913 : A Matter of Dress
- 1913 : The Death Weight
- 1913 : The Diver
- 1913 : The Lost Chord
- 1913 : The Brand of Evil
- 1913 : The Pay as You Enter Man
- 1913 : The Heart of the Law
- 1913 : Life's Weaving
- 1913 : A Vagabond Cupid
- 1913 : The Great Game
- 1914 : White Lies
- 1914 : Speak No Evil
- 1914 : The Showman
- 1914 : The Price of His Honor
- 1914 : No. 28, Diplomat
- 1914 : The Hand That Rocks the Cradle'
- 1914 : The Girl from Thunder Mountain
- 1914 : Fires of Fate
- 1914 : The Daring Young Person
- 1914 : The Grip of Circumstance
- 1914 : Let No Man Escape
- 1914 : Chains of Bondage
- 1914 : The Fulfillment
- 1914 : Memories That Haunt
- 1914 : Seeds of Chaos
- 1914 : The Song in the Dark
- 1914 : An Angel Unaware
- 1914 : The Chasm
- 1914 : One Wonderful Night
- 1914 : A Letter from Home
- 1914 : A Clash of Virtue
- 1914 : The Seventh Prelude
- 1914 : A Gentleman of Leisure
- 1914 : The Devil's Signature
- 1914 : The Verdict
- 1914 : Through Eyes of Love
- 1914 : Mother o' Dreams
- 1914 : Whatsoever a Woman Soweth
- 1914 : Beyond Youth's Paradise
- 1914 : The Place, the Time and the Man
- 1914 : The Loose Change of Chance
- 1914 : The Fable of the Husband Who Showed Up and Did His Duty
- 1914 : The Volunteer Burglar
- 1915 : The Conflict
- 1915 : Surgeon Warren's Ward
- 1915 : By a Strange Road
- 1915 : The Ambition of the Baron
- 1915 : Third Hand High
- 1915 : A Romance of the Night
- 1915 : The Dance at Aleck Fontaine's
- 1915 : The Man in Motley
- 1915 : The Wood Nymph
- 1915 : The Fable of the Demand That Must Be Supplied
- 1915 : The Other Woman's Picture
- 1915 : The Turn of the Wheel
- 1915 : The Snow-Burner
- 1915 : Blindfolded
- 1915 : Above the Abyss
- 1915 : The Romance of an American Duchess
- 1915 : The Little Deceiver
- 1915 : Vain Justice
- 1915 : The White Sister
- 1915 : Jane of the Soil
- 1915 : A Man Afraid
- 1915 : Eyes That See Not
- 1915 : The Man Trail
- 1915 : Tish's Sty
- 1915 : Affinities
- 1915 : In the Palace of the King
- 1915 : The Reaping
- 1915 : The Undertow
- 1915 : The Night of Souls
- 1915 : Brought Home
- 1916 : Captain Jinks of the Horse Marines
- 1916 : The Intruder
- 1916 : Unknown
- 1916 : The Lightbearer
- 1916 : The Little Shepherd of Bargain Row
- 1916 : My Country, 'Tis of Thee
- 1916 : Lost, Twenty-Four Hours
- 1916 : Borrowed Sunshine
- 1916 : It Never Could Happen
- 1916 : What I Said Goes
- 1916 : The Egg
- 1916 : In a Looking Glass
- 1916 : The Phantom Buccaneer
- 1917 : Among Those Present
- 1917 : What Would You Do?
- 1917 : The Hoodooed Story
- 1917 : The Trufflers
- 1917 : S.O.S.
- 1919 : The House Without Children
- 1920 : The White Moll
- 1921 : The Mountain Woman
- 1921 : The Rider of the King Log
- 1921 : The Single Track
- 1922 : Big Timber
- 1922 : The Love Nest
- 1922 : White Hell
- 1922 : Dawn of Revenge
- 1922 : Notoriety
- 1923 : The Broad Road
- 1923 : The Rendezvous
- 1923 : The Acquittal
- 1924 : The House of Youth
- 1925 : Head Winds
- 1925 : Lightnin'
- 1926 : The Still Alarm
- 1926 : The Dangerous Dude
- 1926 : The Truthful Sex
- 1927 : Melting Millions
- 1928 : The Man Without a Face
- 1929 : The Black Watch
- 1929 : The Unholy Night
- 1930 : The Woman Racket

### Director
- 1914 : The Verdict
- 1914 : The Real Agatha